# Sphaeramene polytylotos
Sphaeramene polytylotos är en kräftdjursart som beskrevs av Barnard 1914. Sphaeramene polytylotos ingår i släktet Sphaeramene och familjen klotkräftor. Inga underarter finns listade i Catalogue of Life.